# Rimavská Sobota
Rimavská Sobota (deutsch Großsteffelsdorf, ungarisch Rimaszombat) ist eine Stadt im Landesbezirk Banská Bystrica (deutsch Neusohl) im Süden der Slowakei nahe der ungarischen Grenze. Die Stadt war von 1850 bis 1918 Hauptstadt der Gemerer Gespanschaft, ist heute die größte Stadt des gleichnamigen Okres (deutsch Landkreis) Rimavská Sobota und zählt rund 24.000 Einwohner.
Der Name kommt aus dem Ungarischen und bedeutet so viel wie Samstagsmarkt an der Rimau. Das ungarische Rima sowie slowakische Rimava weisen auf den durchfließenden Fluss hin und das szombat bzw. sobota auf den Markttag.

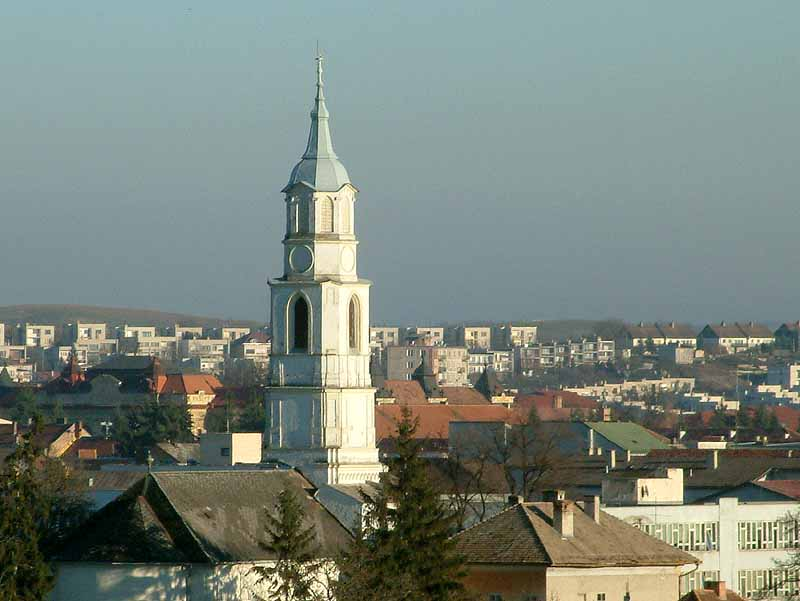
Blick auf die Stadt

## Geographie
Die Stadt und der Landkreis liegen in der Landschaft Malohont (ungarisch Kishont, deutsch Kleinhont) und im Tal des Flusses Rimava (deutsch Rimau, ungarisch Rima) zwischen dem Slowakischen Erzgebirge und dem Bergland Cerová vrchovina. Geomorphologisch ist die Stadt Teil des Talkessels Juhoslovenská kotlina oder noch genauer dessen Untereinheit Rimavská kotlina. Das Stadtzentrum liegt auf einer Höhe von 208 m n.m. und ist 105 Kilometer von Banská Bystrica, 125 Kilometer von Košice sowie 275 Kilometer von der Hauptstadt Bratislava entfernt.
Nachbargemeinden sind, im Uhrzeigersinn und beginnend im Norden: Horné Zahorany, Dražice, Zacharovce, Veľký Blh, Uzovská Panica, Tomášovce, Sútor, Rimavské Janovce, Gemerček, Čierny Potok, Husiná, Ožďany, Kružno, Čerenčany und Veľké Teriakovce.

### Stadtgliederung
Die Stadt Rimavská Sobota besteht aus insgesamt zehn Stadtteilen (Stand 2014), wobei die eigentliche Altstadt links der Rimava liegt; links des Flusses liegt Tomašová.
| Name                                         | Anmerkung |
| -------------------------------------------- | --- |
| Altstadt und Chrenovisto                     | Altstadt auf Slowakisch Staré mesto                                                                                             |
| Bakta                                        | 1973 eingemeindet; ungarisch Bakti                                                                                              |
| Dúžava                                       | 1975 eingemeindet; ungarisch Dúsa                                                                                               |
| Mojín                                        | 1975 eingemeindet; ungarisch Mezőtelkes                                                                                         |
| Nižná Pokoradz                               | 1975 eingemeindet; ungarisch Alsópokorágy                                                                                       |
| Tomašová – Včelinec – Kurinec                | Tomašová wurde 1948 eingemeindet; ungarisch Rimatamásfalva, Včelinec auf Ungarisch Méhes; Kurinec auf Ungarisch Kurinc          |
| Rožňavská – Šibeničný vrch – Sabová – Vinice | Šibeničný vrch auf Ungarisch Akasztófa hegyi, deutsch Galgenberg; Sabová auf Ungarisch Szabópuszta; Vinice auf Ungarisch Szölös |
| Sídlisko Rimava – Malohontská                | Malohontská auf Ungarisch Kis-Hont, deutsch Kleinhont                                                                           |
| Vyšná Pokoradz                               | 1975 eingemeindet; ungarisch Felsőpokorágy                                                                                      |
| Západ – Sobôtka – Kláčany                    | Sobôtka auf Ungarisch Szabadka                                                                                                  |

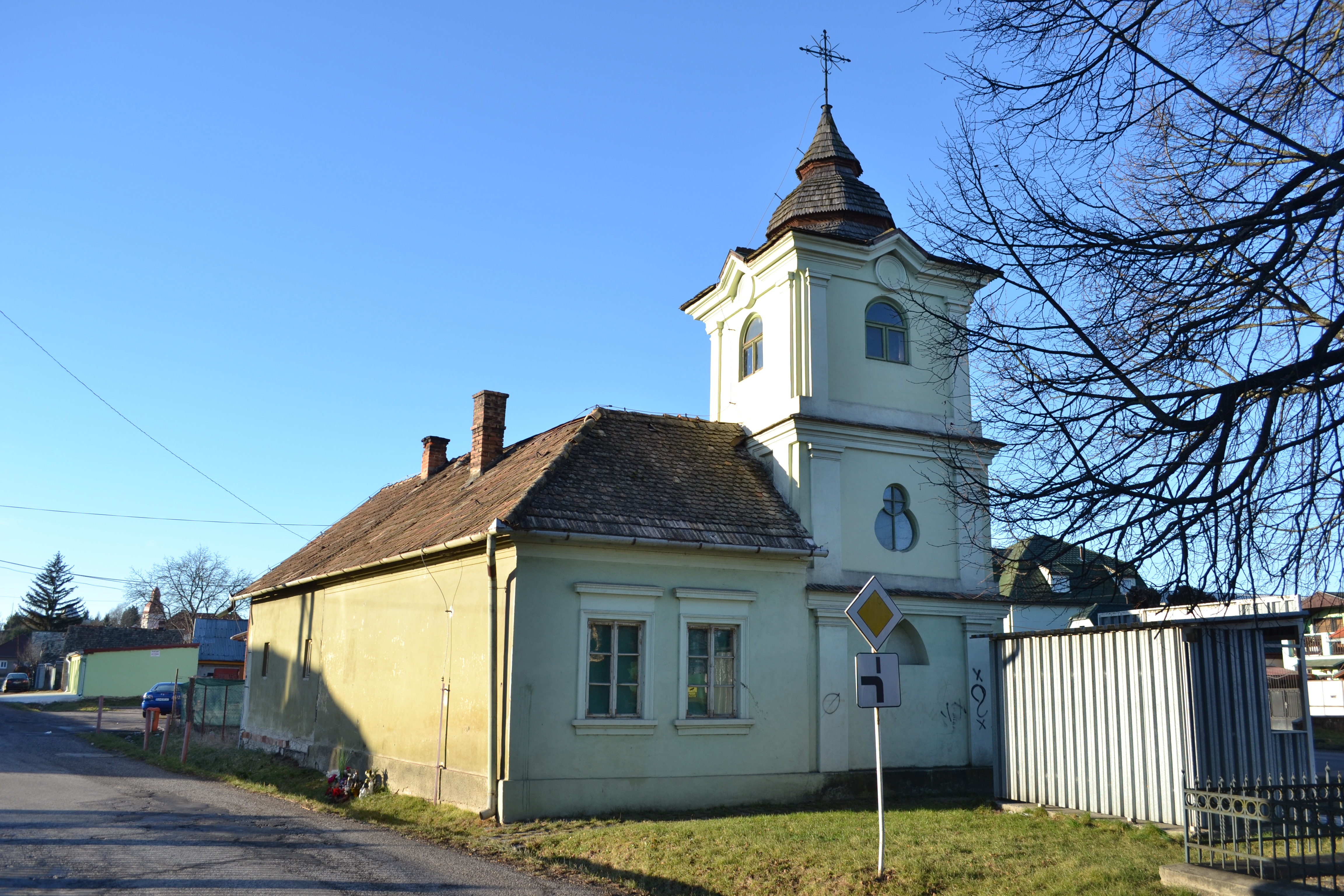
Glockenturm in Tomašová

1976–1990 war auch die Gemeinde Zacharovce, ungarisch Zeherje, Teil von Rimavská Sobota, Von 1926 bis 1973 war Bakta vorübergehend eine selbständige Gemeinde.

## Einwohner

### Entwicklung der Einwohnerzahlen
| Jahr | Bevölkerung |
| ---- | ----------- |
| 2011 | 24 640      |
| 2001 | 25 088      |
| 1991 | 24 771      |
| 1980 | 19 699      |
| 1970 | 14 556      |
| 1961 | 10 506      |
| 1948 | 09 160      |
| 1940 | 07 023      |
| 1930 | 08 044      |
| 1921 | 07 096      |
| 1910 | 06 912      |
| 1900 | 05 849      |
| 1890 | 05 675      |
| 1880 | 04 956      |
| 1869 | 04 903      |
| 1857 | 04 098      |
| 1830 | 07 467      |

### Zusammensetzung der Bevölkerung
|               | 2011   | 2011       | 2001   | 2001       | 1991   | 1991       |
| Nationalität  | Anzahl | in Prozent | Anzahl | in Prozent | Anzahl | in Prozent |
| ------------- | ------ | ---------- | ------ | ---------- | ------ | ---------- |
| Slowaken      | 13 301 | 53,98 %    | 14 872 | 59,28 %    | 14 256 | 57,55 %    |
| Ungarn        | 7 298  | 29,62 %    | 8 846  | 35,26 %    | 9 854  | 39,78 %    |
| Roma          | 247    | 1,00 %     | 755    | 3,01 %     | 354    | 1,43 %     |
| Ruthenen      | 5      | 0,02 %     | 5      | 0,02 %     | 2      | 0,01 %     |
| Ukrainer      | 16     | 0,06 %     | 25     | 0,10 %     | 16     | 0,06 %     |
| Tschechen     | 102    | 0,41 %     | 176    | 0,70 %     | 209    | 0,84 %     |
| Deutsche      | 12     | 0,05 %     | 13     | 0,05 %     | 11     | 0,04 %     |
| Polen         | 9      | 0,04 %     | 13     | 0,05 %     | 7      | 0,03 %     |
| Kroaten       | 0      | 0 %        | 0      | 0 %        | 0      | 0 %        |
| Serben        | 0      | 0 %        | 0      | 0 %        | 0      | 0 %        |
| Russen        | 8      | 0,03 %     | 0      | 0 %        | 0      | 0 %        |
| Juden         | 4      | 0,02 %     | 0      | 0 %        | 0      | 0 %        |
| Mährer        | 5      | 0,02 %     | 2      | 0,01 %     | 11     | 0,04 %     |
| Bulgaren      | 6      | 0,02 %     | 0      | 0 %        | 0      | 0 %        |
| Sonstige      | 30     | 0,12 %     | 0      | 0 %        | 0      | 0 %        |
| keine Angaben | 3 597  | 14,60 %    | 381    | 1,52 %     | 51     | 0,20 %     |
| Gesamt        | 24 640 | 100 %      | 25 088 | 100 %      | 24 771 | 100 %      |

### Religion

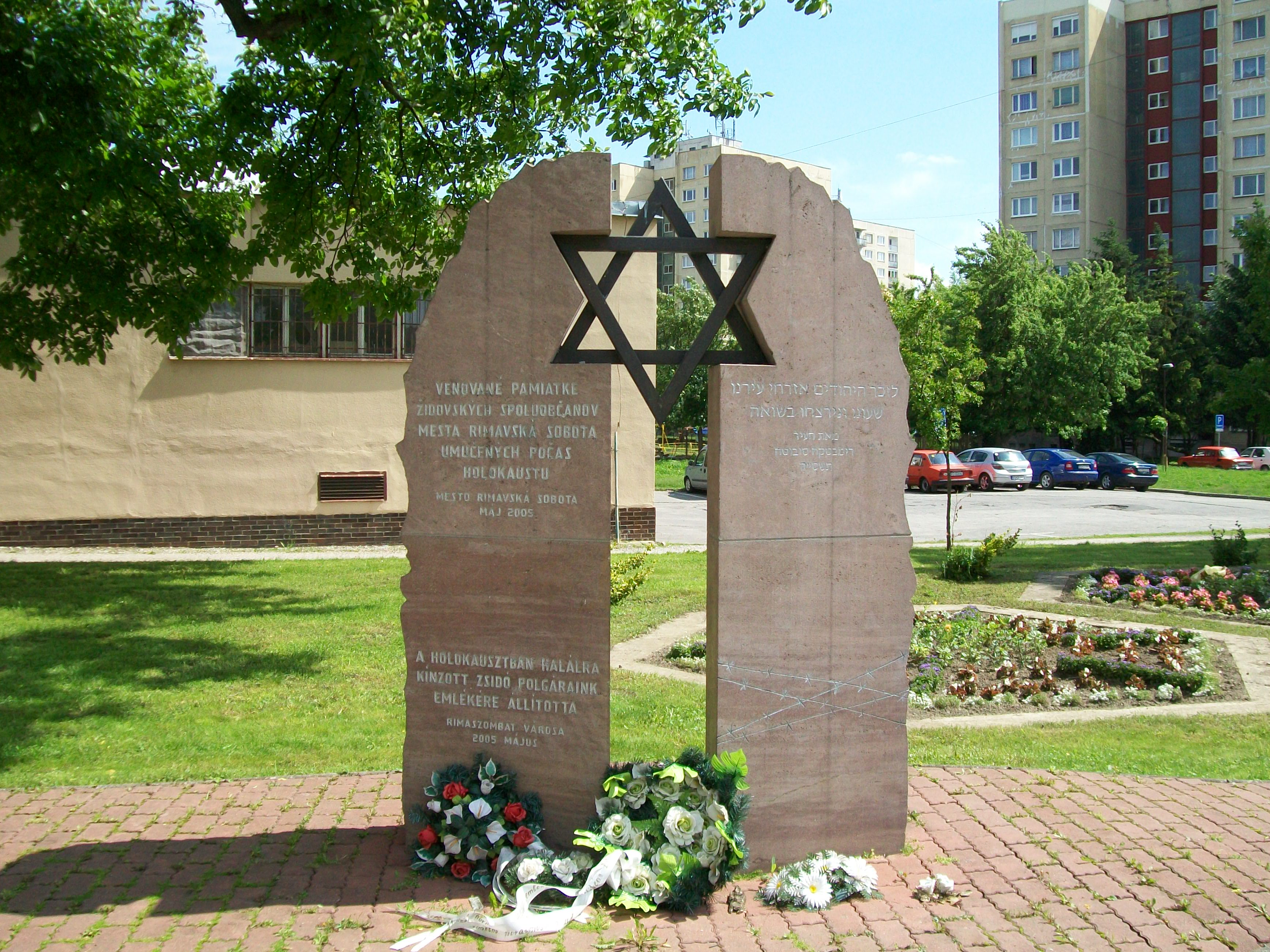
Rimavská Sobota – Holocaust-Mahnmal

Nach der Volkszählung 2001 waren 47,84 % der Bevölkerung römisch-katholisch, 25,44 % ohne Bekenntnis, 10,33 % evangelisch. 5,26 % machten keine Angaben.
Das ehemals blühende jüdische Gemeindeleben wurde 1944 durch den Holocaust vernichtet. Die Synagoge wurde 1988 abgerissen. Ein Denkmal erinnert seit 2005 an die jüdischen Mitbürger.

## Geschichte

### Anfänge bis zum Mittelalter
Der Ort ist ein alter Siedlungsplatz, die archäologischen Funde, die heute im Gemer-Malohont-Museum der Stadt sind, stammen aus der späten Bronzezeit und der Hallstattzeit. Auch römische Siedlungsspuren wurden gesichert.
Im 3. und 4. Jahrhundert nach Christus war das Gebiet von den Wandalen bewohnt; im Zuge der Völkerwanderung siedelten hier im 5. und 6. Jahrhundert die Langobarden, welche um 567 von den Awaren vertrieben wurden. Ab dem 6. Jahrhundert wanderten, von Osten kommend, slawische Stämme in dieses Gebiet ein. Ab 895 kam es zu den Ungarneinfällen, ab dieser Zeit kam es zur Einwanderung ungarischer Hirten, die im Laufe des nächsten Jahrhunderts sesshaft wurden.
Ein genaues Gründungsdatum von Rimavská Sobota gibt es nicht, die Gemeinde entwickelte sich aus der alten Siedlung villa stephani, die wahrscheinlich bereits im 12. Jahrhundert eine Marktsiedlung war. Um 1150 gelangte die Siedlung durch Erzbischof Miko zum Erzbistum von Kalocsa. Rimaszombat wurde erstmals 1268 (laut Web-Seite der Stadtverwaltung 1271) als Rymoa Zumbota erwähnt; darin wird in einem Schreiben an den Erzbischof Stephanus II., dem Kanzler von Ungarn, bereits von einem Markt mit überregionaler Bedeutung berichtet.
Tamás Széchenyi, ein siebenbürger Adeliger und Herr über Szolnok erwarb am 24. Juni 1334 das Gebiet. Der ungarische König Karl I. gewährte auf sein Einwirken hin der Stadt 1335 die Budaer Stadtrechte. Damit waren wichtige Privilegien verbunden, wie die mautfreie Benutzung aller ungarischer Straßen sowie die Befreiung von allen Zöllen innerhalb Ungarns. Im Jahre 1387 hielt sich der spätere römisch-deutsche Kaiser Sigismund von Luxemburg in der Stadt auf und verlieh ihr am 16. Oktober das Stadtwappen: Auf silbernen Schild ein rot bewehrter und bezungter schwarzer Adler. Für die Stadt war das eine große Auszeichnung, da eine Wappenverleihung zu dieser Zeit nicht nur aufwändig, sondern auch mit hohen Kosten verbunden war.
Im Kampf zwischen Wladislaw III. und Ladislaus Postumus war Rimaszombat mehrmals der Gastgeber für Friedensverhandlungen. Während die Abkommen 1447 und 1452 ergebnislos verliefen, wurde 1451 in Rimaszombat ein Friedensvertrag zwischen Johann Jiskra und Johann Hunyadi geschlossen, nachdem letzterer die Schlacht bei Losonc verloren hatte. 1447 griff im Rahmen dieser Kämpfe Hunyadi erneut an, besetzte die Stadt und Rimaszombat musste als Brandschatzung 16.000 Gulden zahlen.
1460 starb mit Ladislaus II. die Familie Széchenyi im Mannesstamme aus und die Stadt fiel an die ungarische Krone. Im Jahre 1506 zerstörte eine gewaltige Feuersbrunst die ganze Stadt. Damit sie wieder schnell wiederaufgebaut werden konnte, wurde sie von König Wladislav II. für acht Jahre von allen Steuern befreit und die Privilegien der Stadt bestätigt. Im Zuge des Wiederaufbaus der Stadt wurde das Straßennetz von italienischen Architekten planmäßig in Form eines Rechtecks angelegt, was bis heute in der Altstadt zu sehen ist.

### Von den Türkenkriegen bis ins 19. Jahrhundert
Die schnelle Entwicklung Rimaszombats nahm mit dem Türkeneinfall 1553 ein jähes Ende. Zum zweiten Mal wurde die Stadt 1596 von den Türken besetzt. In dieser Zeit gehörte sie zum Sandschak Fülek, (deutsch Fileck in der Provinz Buda; osmanisch: Eyālet-i Būdīn). Ab 1596 war die Stadt Teil der Provinz Erlau (osmanisch: Eyālet-i Egīr), bis sie 1686 im Rahmen des Großen Türkenkriegs unter König Leopold I. wieder ungarisch wurde. 

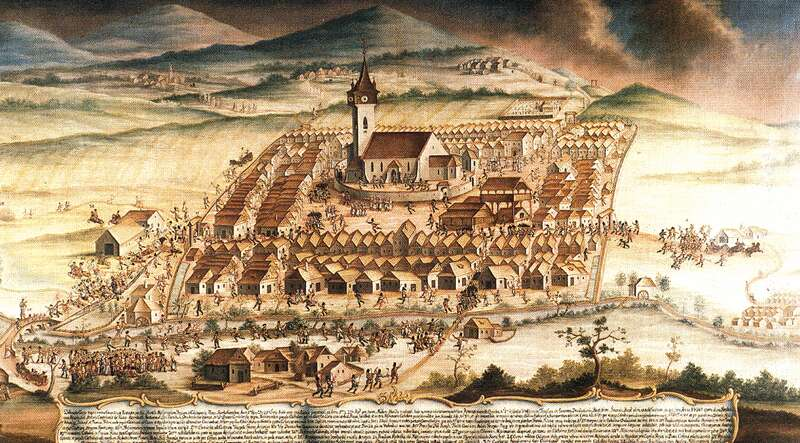
Rimaszombat im Jahre 1769

Nachdem die Stadt unter türkischer Besatzung schwer litt, kam es im 17. Jahrhundert zu einem wirtschaftlichen Aufschwung, der jedoch durch den Kuruzenkrieg 1710/11 jäh unterbrochen wurde, als die Truppen von Franz II. Rákóczi in der Stadt lagerten und einen antihabsburgischen Aufstand anführten. Als Folge der Kriegswirren wütete 1710 in der Stadt eine schwere Choleraepidemie.
Im Jahre 1769 kam es zu einer Auseinandersetzung zwischen den örtlichen Calvinisten und den Katholiken. Die Calvinisten hatten eine katholische Prozession gestört, da sie den Katholiken vorwarfen, ihre Kirche übernehmen zu wollen. Dies stieß im katholisch geprägten Habsburgerreich auf Empörung, so dass Maria Theresia 1771 die Kirche der Calvinisten abreißen und an deren Stelle eine katholische errichten ließ. Zur Zeit des Josephinismus wurde Rimaszombat erstmals Hauptstadt der Gemerer Gespanschaft, und zwar von 1786 bis 1790. 1805 verbrachte der russische General Michael Kutusow auf dem Rückzug nach der Schlacht bei Austerlitz eine Nacht in Rimaszombat.
1831 verursachte eine erneute Cholera-Epidemie 231 Tote in der Stadt.
Während der ungarischen Revolution 1848 waren 250 Soldaten der königlichen ungarischen Landwehr in Rimaszombat untergebracht. Am 21. und 22. Juli 1849 verhandelte hier der Oberbefehlshaber der ungarischen Revolutionsarmee, Artúr Görgey, mit der russischen Armee. Als sich jedoch die österreichischen Truppen unter General Schlik der Stadt näherten, musste Görgey abziehen und russische Truppen besetzten die Stadt. Mitte August, nach der Niederlage der Ungarn in Világos, besetzten im Rahmen des slowakischen Aufstands slowakische Freiwilligenverbände unter Oberst Henrik Lewartowski Rimaszombat. Mit dem Ende des Aufstands Ende Oktober 1849 lösten sich die Verbände auf und verließen die Stadt.
Ab 1850 und bis 1922 war Rimaszombat wieder Hauptstadt des Komitats Gemer und Kleinhont.

### 20. und 21. Jahrhundert
1918 brachen im Mai (12./13.) und Oktober (15.–20.) zum Ende des Ersten Weltkrieges Arbeiter- und Soldatenaufstände in Rimaszombat aus.
Im Rahmen des Vertrags von Saint-Germain am 10. September 1919 kam die Stadt zur neu gegründeten Tschechoslowakei, obwohl bei der letzten Volkszählung 1910 90 % der Bevölkerung Ungarn waren.
Schon im Januar 1919 besetzte das 32. Bataillon der tschechoslowakischen italienischen Legionäre Rimaszombat. Sie wurden jedoch im Mai 1919 von der ungarischen Roten Armee vertrieben, die eine Arbeiter- und Bauernregierung ausrief. Von 31. Mai bis 5. Juli 1919 war Rimaszombat das Hauptquartier der ungarischen Roten Armee, danach besetzte die tschechoslowakische Armee die Gegend erneut und vertrieb die ungarischen Soldaten.
1919 wurde die Stadt offiziell in Rimavská Sobota umbenannt und der Landkreis Rimavská Sobota gebildet, der bis 1922 noch unverändert zum Komitat Gemer und Kleinhont gehörte. Ab 1923 gehörte die Stadt nach einer Gebietsreform zur Sohler (Groß)-Gespanschaft (slowakisch Zvolenská (veľ)župa).

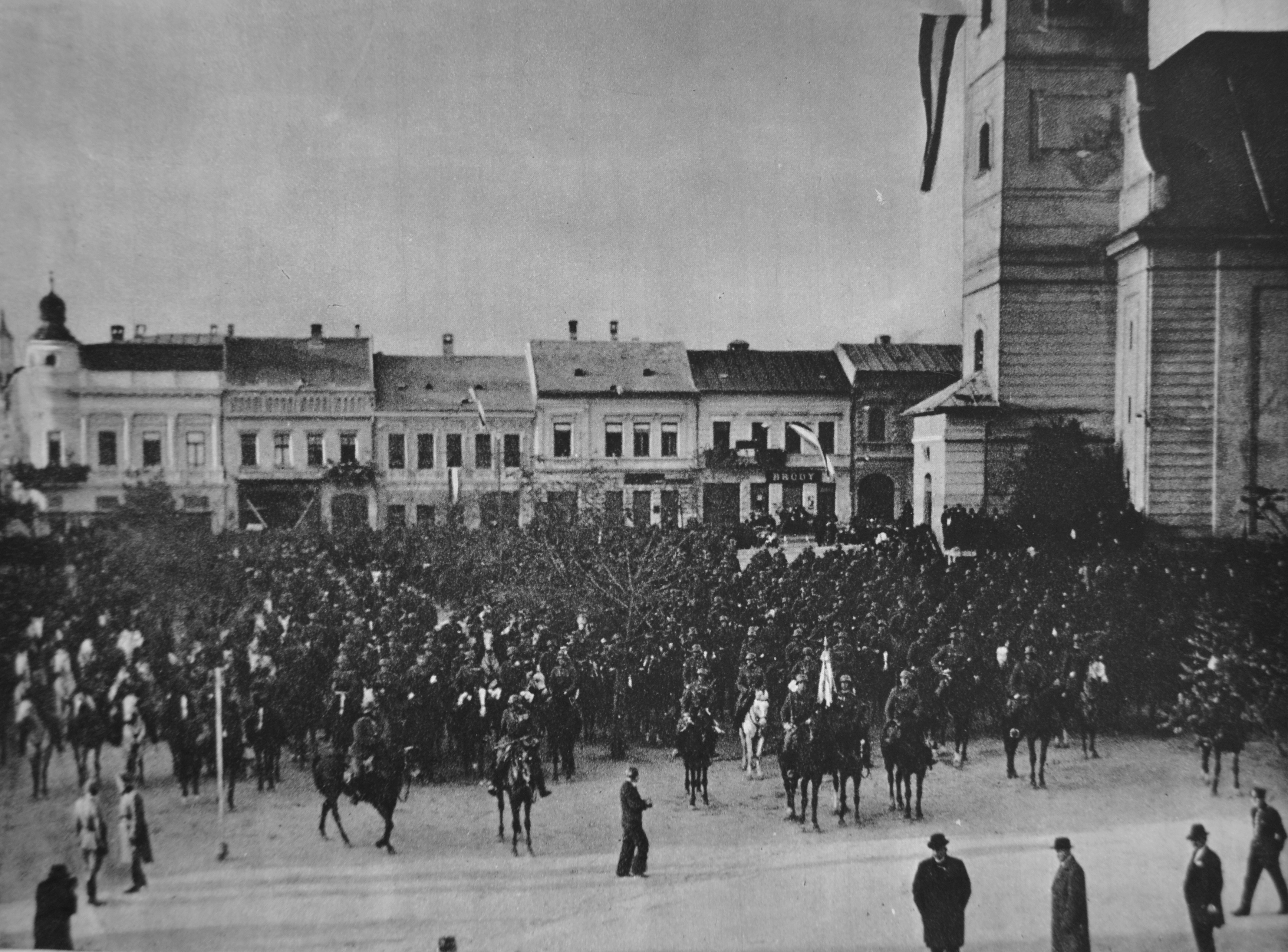
Hauptplatz in Rimaszombat am 10. November 1938

Im Rahmen des Ersten Wiener Schiedsspruchs kam die Stadt am 10. November 1938 wegen ihrer ungarischen Bevölkerungsmehrheit (Volkszählung 1941: 93 % Ungarn) wieder zu Ungarn und wurde in das Komitat Gemer eingegliedert.
Im Juni 1944 wurden die 546 jüdischen Einwohner von Rimaszombat ghettoisiert und über Salgótarján in das KZ Auschwitz deportiert.
Am 21. Dezember 1944 wurde Rimavská Sobota von der 240. motorisierten sowjetischen Schützendivision der 12. Armee unter Generalmajor Ponedelin besetzt. Auf der Pariser Friedenskonferenz 1946 wurde der Wiener Schiedsspruch annulliert und Rimavská Sobota kam wieder zur Tschechoslowakei. Im Zuge der Beneš-Dekrete 1945/46 verließen viele Ungarn ihre Heimatstadt und siedelten sich südlich der Donau an, so dass der ungarische Bevölkerungsanteil stark sank.

## Politik
Der jeweils auf vier Jahre gewählte Stadtrat von Rimavská Sobota besteht aus 19 Mitgliedern und dem Bürgermeister. Bei der letzten Kommunalwahl 2014 kam es zu folgendem Ergebnis:
Die konservativ-liberale Partei NOVA errang sieben Sitze, die sozialdemokratische SMER drei Sitze, unabhängige Kandidaten zwei Sitze, die Partei der ungarischen Koalition MOST zwei Sitze und die liberal-konservative SDKU zwei Sitze. Jeweils einen Sitz errangen die demokratische Linke SDL, die Partei „Moderne Slowakei“ und die rechtskonservative KDH.
Der amtierende Bürgermeister (slowakisch primátor) ist seit 2010 der parteifreie Jozef Šimko.

## Wirtschaft und Infrastruktur

### Wirtschaft
Seit Ende des Zweiten Weltkriegs hielt die Industrialisierung in der Stadt Einzug. Vor allem im Lebensmittelbereich kam es zum Aufschwung: 1948 wurde die Molkerei gegründet, 1957 die Tabakfabrik und 1963 eine Mälzerei mit einer Kapazität von 18.000 Tonnen. 1966 wurde eine Zuckerraffinerie errichtet, die jedoch mittlerweile stillgelegt ist, 1977 entstand die Fleischverarbeitungsfabrik Tauris.
Die 1965 gegründete Brauerei Gemer (slowakisch Pivovar Gemer) produzierte bis zu 450.000 Hektoliter Bier, davon wurde ca. ein Drittel nach Ungarn exportiert. 1999 wurde der Betrieb privatisiert und an die Firma Heineken verkauft. 2006 verlagerte Heineken die Produktion nach Hurbanovo und legte die Brauerei still.
Der größte Arbeitgeber der Region ist der Lebensmittelkonzern Tauris Group, der im Rahmen der Privatisierung nach 1989 in eine Aktiengesellschaft umgewandelt wurde (Hauptaktionär: Eco-Invest). Hauptprodukt sind u. a. die in der Region bekannten Zipser Würstel (slowakisch: Spišské párky), eine Art Wiener Würstel.
Jedes Jahr findet im September ein überregionaler Jahrmarkt statt.
Die Region um Rimavská Sobota gehört zu den ärmsten Gebieten der Slowakei, die Arbeitslosenquote betrug 2009 33 %.

### Tourismus
Der Tourismus im Slowakischen Erzgebirge gewinnt zunehmend an Bedeutung. Touristen sind in Rimavská Sobota eher selten anzutreffen, obwohl die Stadt ein modernes Thermalbad in Kurinec anbietet und die barocke Altstadt sehenswert ist. Die Burg in Bakta dagegen ist noch gut erhalten. Ungefähr zehn Kilometer südlich liegt das Landschaftsschutzgebiet Cerová vrchovina.
In Kurinec gibt es ein Naherholungsgebiet mit einem Campingplatz und einem kleinen See.
In Tomašová befindet sich eine Salzgrotte, in der u. a. Atemwegserkrankungen therapiert werden.
Die Stadt ist Mitglied der Tourismus-Region Gemer.

### Bildung und Kultur
Eine höhere Bildung war in Rimavská Sobota seit der Gründung der Societas ex totius Monarchieae Austriavae erudita im Jahre 1792 möglich. Heute gibt es in der Stadt mehrere Gymnasien, eine Realschule, eine Fachmittelschule für das Ingenieurwesen und eine Fachmittelschule für Dienstleistungen; eine Fachschule für Ernährung und eine für Landwirtschaft sowie eine private Hochschule, die Hotel Academy. Für die Ungarisch sprechende Bevölkerung gibt es ungarische Schulen.
In der Stadt befindet sich ein allgemeines Krankenhaus und ein Diagnose-Zentrum.
Seit 1992 werden jährliche Poesie- und Rezitationswettbewerbe im Rahmen des Festivals „Poesie und Prosa“ durchgeführt.
1975 wurde die erste Sternwarte in der Slowakei im Stadtteil Tomášová errichtet. Im Jahre 1999 wurde hier der Asteroid 20.495 entdeckt und zu Ehren der Sternwarte Rimavská (20.495) getauft.
Rimavská Sobota ist Standort einer Sendeanlage für Kurz- und Mittelwelle (Rundfunksender Rimavská Sobota) mit Sendemasten, die bis zu 170 m hoch sind.

### Verkehr

#### Straße
Rimavská Sobota liegt an Hauptverbindungsstraße von Bratislava nach Košice, der E 571, auf diesem Teilstück als Straße 1. Ordnung 16 beschildert. Langfristig soll dieser Straßenzug um die Schnellstraße R2 ergänzt werden. Nach Norden führt die Straße 1. Ordnung 72 Richtung Brezno und Niedere Tatra, nach Süden die Straße 2. Ordnung 531 Richtung Jesenské. Die ungarische Grenze liegt ca. 17 km südlich der Stadt.

#### Eisenbahn
Rimavská Sobota liegt an der Nebenstrecke Jesenské–Tisovec, über die Verbindungen nach Košice, Bratislava und Banská Bystrica möglich sind. Die 1913 errichtete Bahnstrecke Rimavská Sobota–Poltár wurde 2000 eingestellt und 2007 abgebaut.

#### Bus
Rimavská Sobota hat ein gut ausgebautes örtliches Busnetz. Ein moderner Bushof dient als Haltepunkt für die Fernbuslinien; es sind alle größeren Städte der Slowakei erreichbar.

#### Flugverkehr
Der nächste internationale Flughafen befindet sich 94 km entfernt in Sliač. Ein kleiner Flugplatz befindet sich in Boľkovce bei Lučenec, der ungefähr 25 km entfernt liegt.

## Bevölkerung
| Jahr:                | 1994.  | 2004.   | 2014.   | 2024.    |
| -------------------- | ------ | ------- | ------- | -------- |
| Anzahl der Personen: | 25.341 | 24.520  | 24.268  | 21.175   |
| Unterschied:         |        | -3,23 % | -1,02 % | -12,74 % |

| Jahr:                | 2023.  | 2024.   |
| -------------------- | ------ | ------- |
| Anzahl der Personen: | 21.341 | 21.175  |
| Unterschied:         |        | -0,77 % |

## Sehenswürdigkeiten

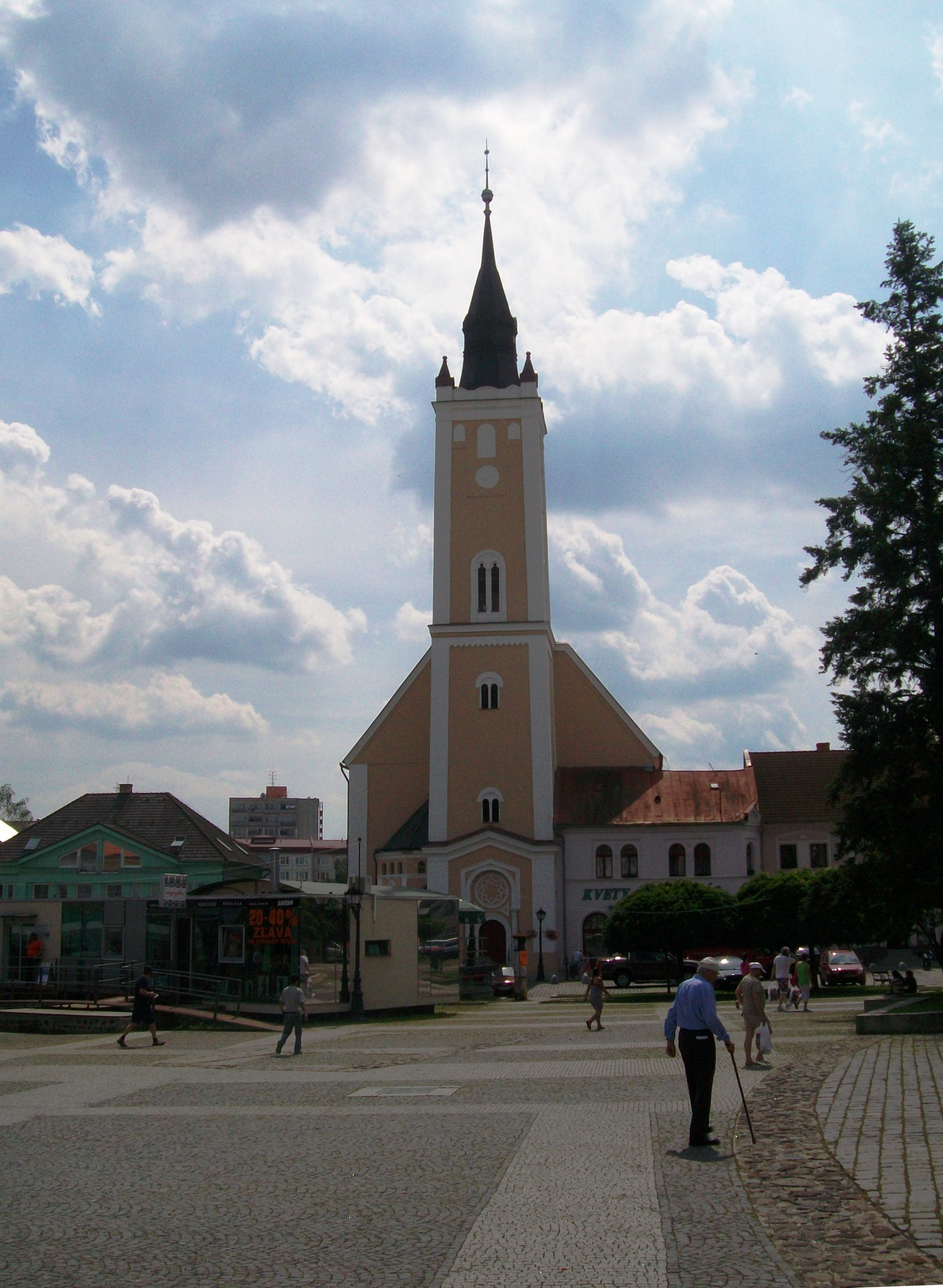
Reformierte Kirche

- Altes Hochschulgebäude, errichtet 1794 im Barockstil. Hier studierte von 1857 bis 1863 Kálmán Mikszáth.
- Altes Rathaus am Hauptmarkt, erbaut 1798 im Empire-Stil; heute Stadtbibliothek (Bild siehe rechts)
- Evangelische Kirche, errichtet 1786 im Stile Ludwig XVI., Turm aus dem Jahr 1856 (Bild siehe Fotogalerie)
- Gemer-Malohont-Museum; das fünft-älteste Museum der Slowakei; ursprünglich eine Artillerie-Kaserne, 1882 eröffnet (Bild siehe Fotogalerie)
- Glockenturm aus dem 16. Jahrhundert (Bild siehe ganz oben)
- Pfarrhaus; errichtet 1775 im Barockstil; eines der schönsten Gebäude auf dem Hauptplatz (Hlavné námestie)
- Rathaus; fertig gestellt 1801 im barock-klassizistischen Stil (Bild siehe Fotogalerie)
- Reformierte Kirche; erbaut 1784 im Empire-Stil, mit 36 m hohem Turm. Hier ist auch das Grab des ungarischen Bildhauers István Ferenczy
- Römisch-katholische Pfarrkirche Johannes der Täufer; erbaut 1774–1790 im Barockstil; innen mit Fresken ausgestattet (Bild siehe Fotogalerie)
- Reste der türkischen Brücke aus dem Jahr 1553.
- Wassermühle an der Rimava von 1823.

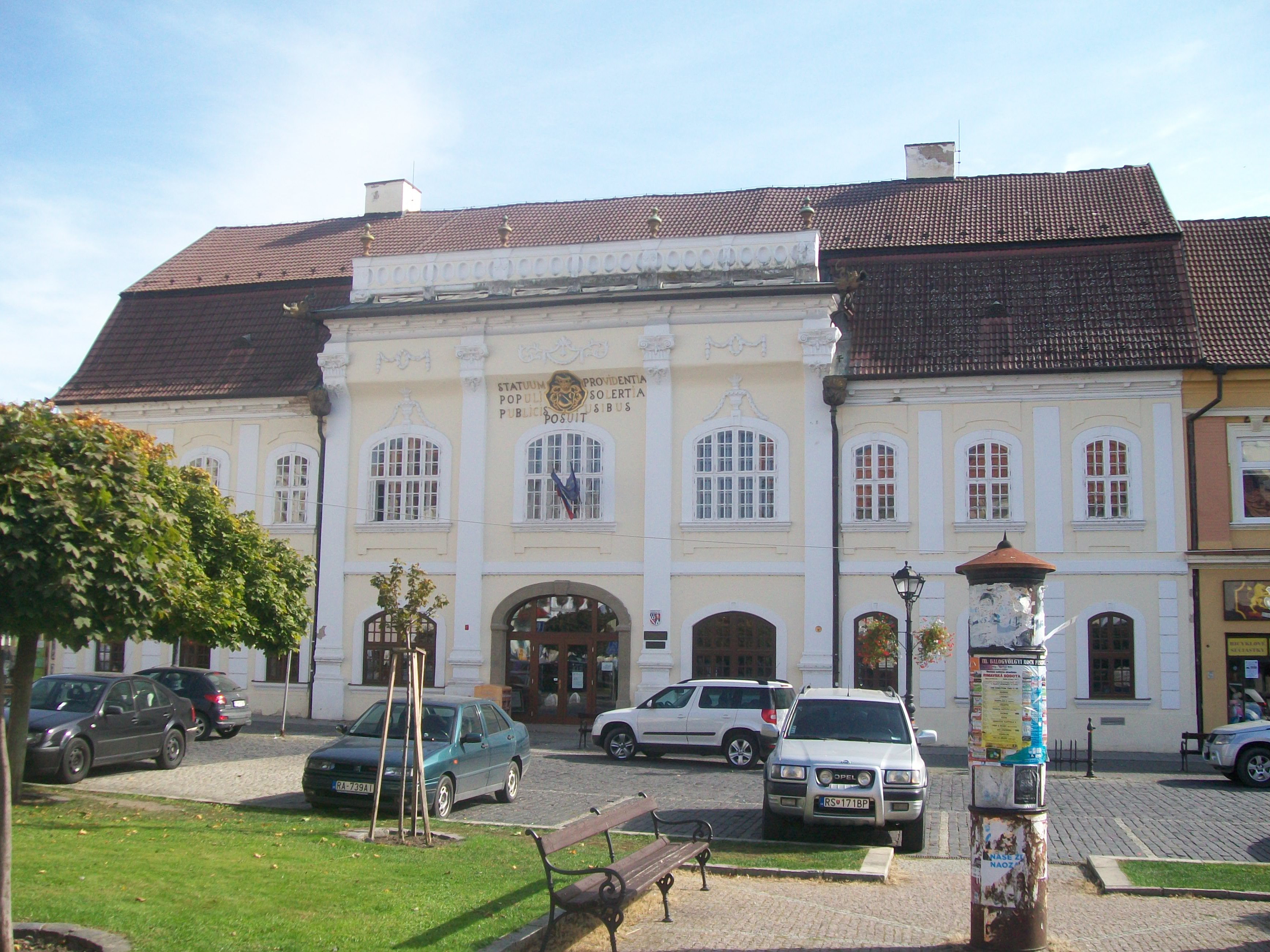
Altes Rathaus, heute Bibliothek

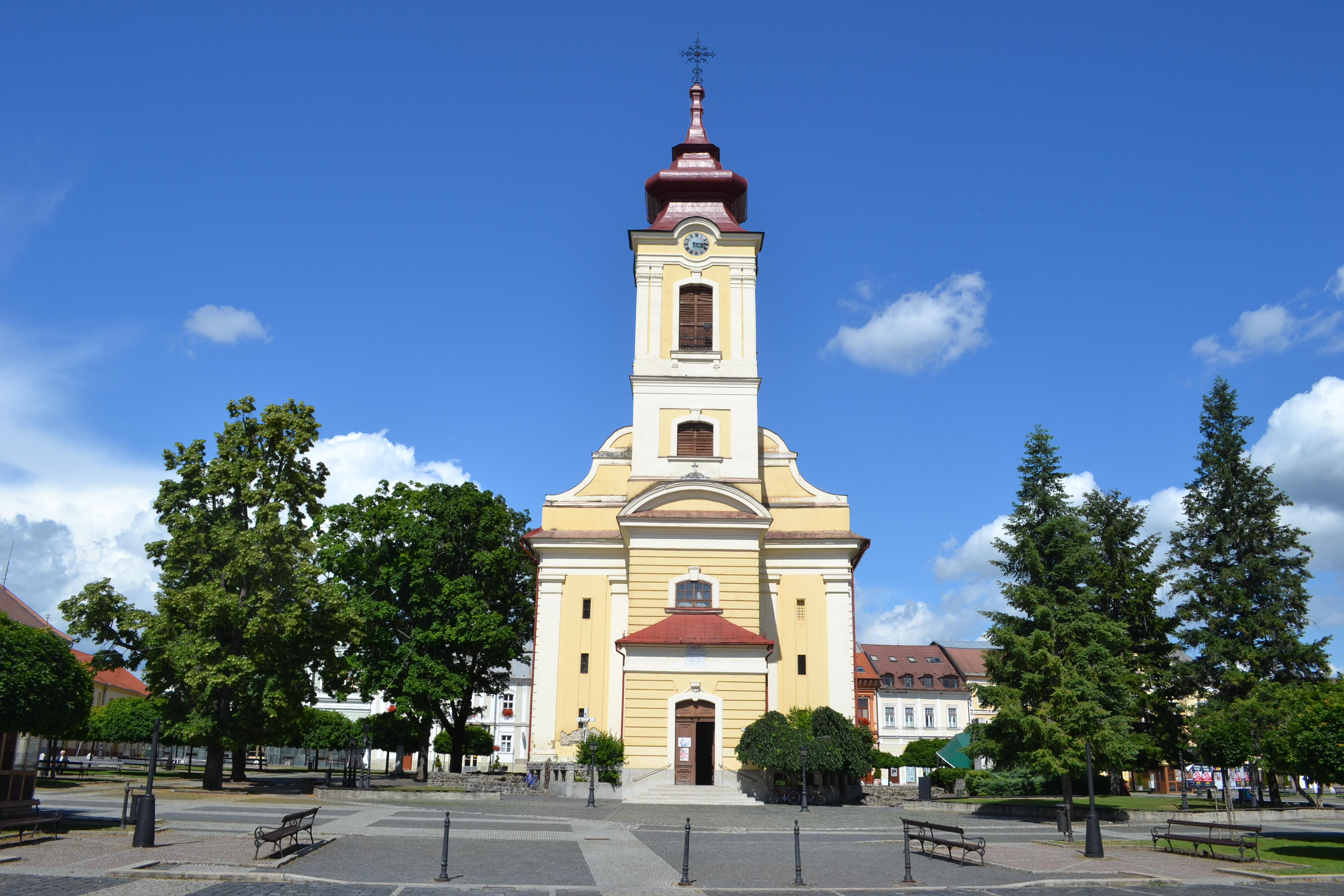
Römisch-katholische Kirche

- Bakta: mittelalterliche Burg

## Söhne und Töchter der Stadt
Geburtsort von:
- 1630: István Harsányi, evangelischer Theologe und Historiker
- 1660: Sámuel Kaposi; Astronom, Autor des ersten hebräischen Buches in Ungarn
- 1718: István Hatvani, ungarischer Professor und Astronom
- 1781: József Szentpétery, ungarischer Künstler und Goldschmied
- 1792: István Ferenczy, ungarischer Bildhauer
- 1813: György Kmety, ungarischer Freiheitskämpfer, türkischer General und Gouverneur
- 1817: Michael Tompa, ungarischer Poet
- 1818: Luise Szathmáryné, Schauspielerin, Ehrenmitglied des Nationaltheaters Budapest
- 1823 Therese Ferenczy, ungarische Dichterin
- 1826: Sámuel Batizfalvy, Arzt, Pionier der ungarischen Orthopädie, Mitglied der Ungarischen Akademie der Wissenschaften
- 1843: Aglaja Orgeni, ungarische Sängerin (Koloratursopran) und Gesangspädagogin
- 1849: József Jekelfalussy, Herausgeber und Statistiker, Mitglied der Ungarischen Akademie der Wissenschaften
- 1850: Lujza Blaha, ungarische Schauspielerin und Sängerin
- 1851: Samuel Freiherr von Hazai, k. u. k. Generaloberst, ungarischer Verteidigungsminister 1907–1918
- 1854: István Bernát, Professor, Mitglied der Ungarischen Akademie der Wissenschaften, Vizepräsident der Ungarischen Nationalbank
- 1856: Béla Broncs, ungarischer Chemiker, Erfinder des Bronolit
- 1892: Béla Lukács, ungarischer Politiker, Obergespan und Minister
- 1896: Árpád Vajda, ungarischer internationaler Schachmeister
- 1917: Tibor Kolbenheyer, Geophysiker, Astrophysiker und Ehrenmitglied der ungarischen Akademie der Wissenschaften
- 1946: Ilma Rakusa, Slawistin, Übersetzerin, Schriftstellerin
- 1978: Róbert Rák, Fußballspieler
- 1997: Andreas Varady, Jazzmusiker

Wirkungsstätte von: Janko Jesenský, Peter Kalmon Hostinský, Jozef Škultéty, Eduard Putra u. a.

## Partnerstädte
Rimavská Sobota unterhält Städtepartnerschaften zu
| Partnerstadt   | Staat      |
| -------------- | ---------- |
| Kolín          | Tschechien |
| Ózd            | Ungarn     |
| Tiszaújváros   | Ungarn     |
| Salonta        | Rumänien   |
| Świętochłowice | Polen      |

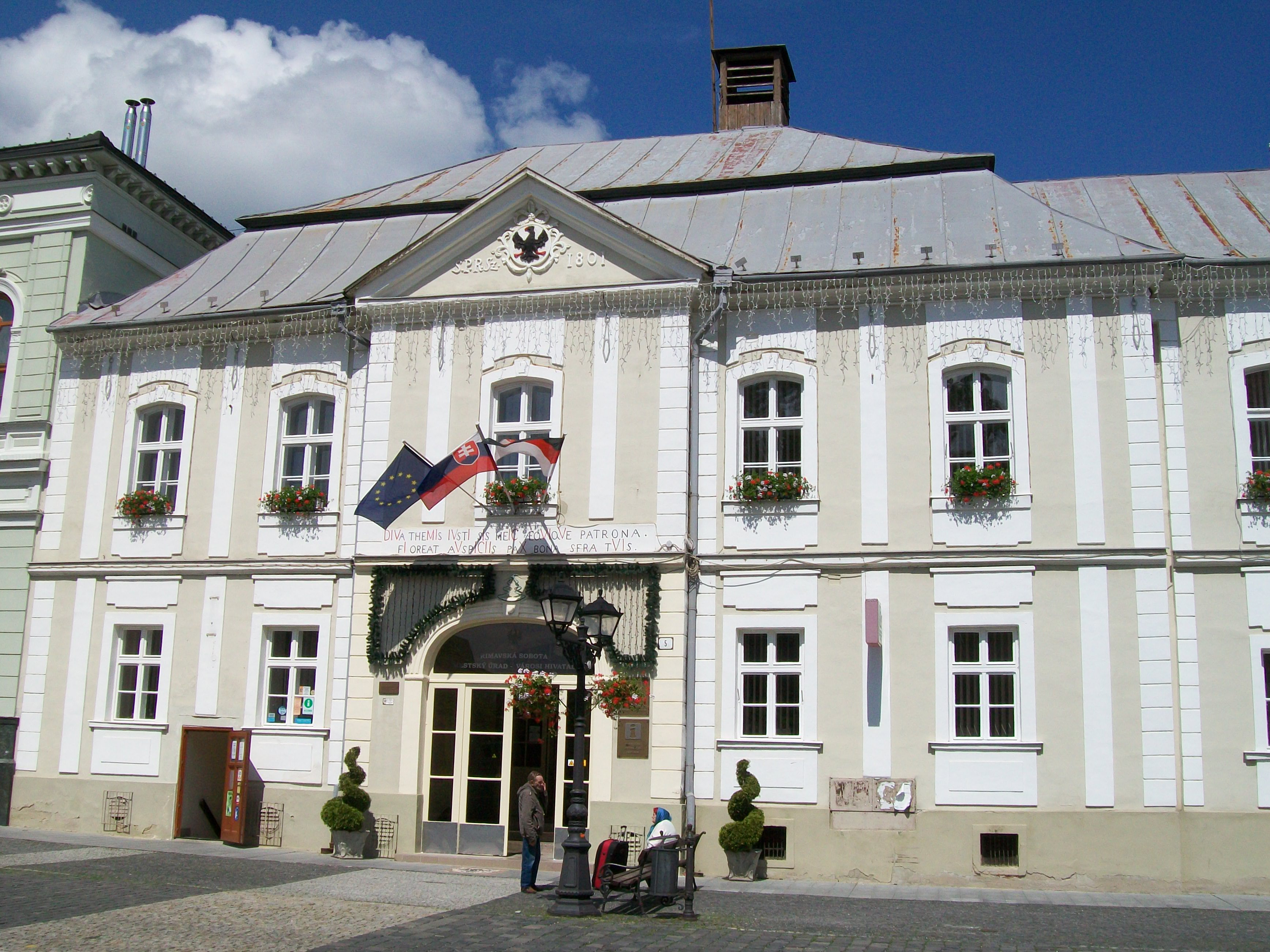
Rathaus am Hauptplatz
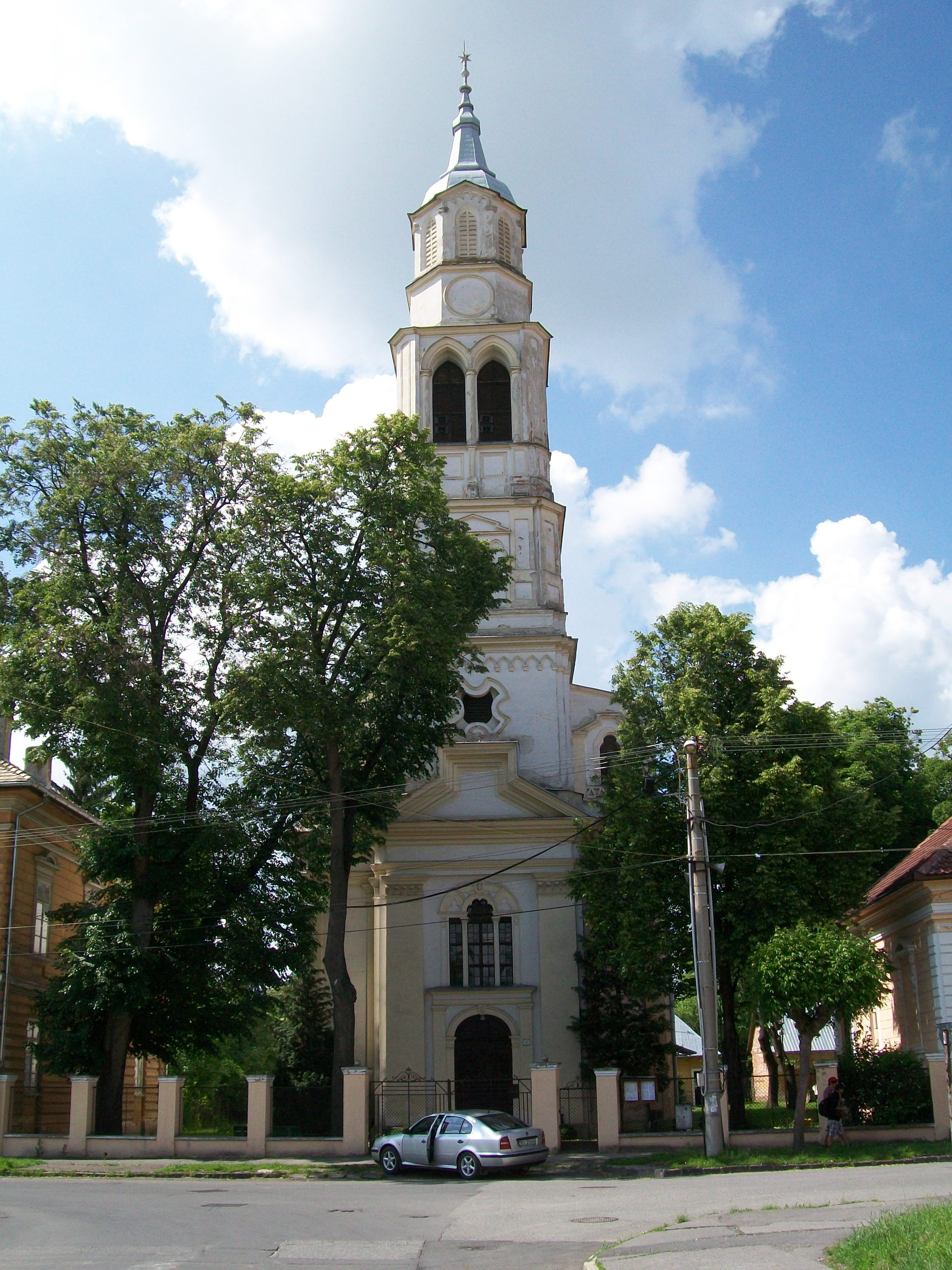
Evangelische Kirche
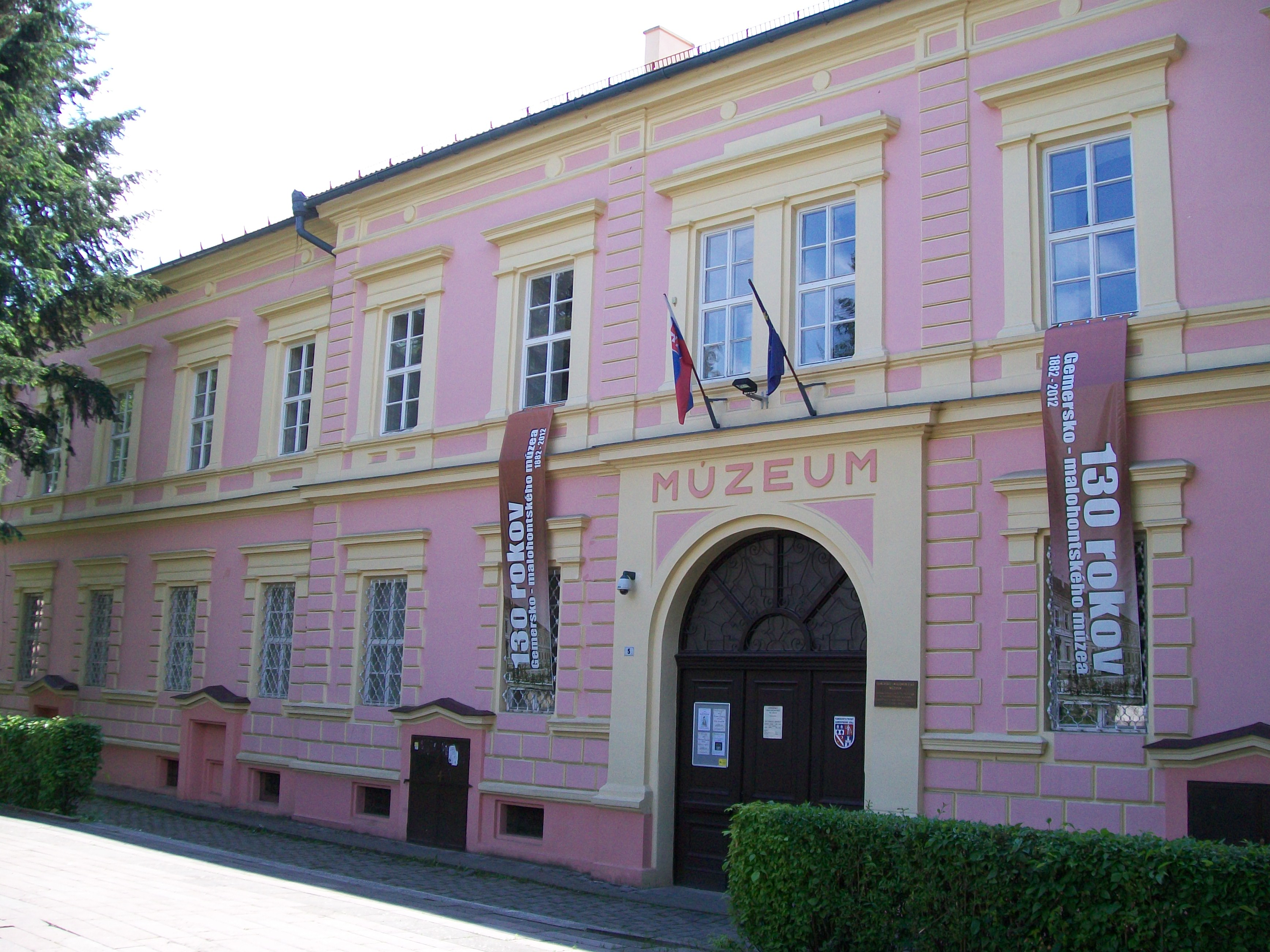
Rimavská Sobota – Gemer-Malohont-Museum
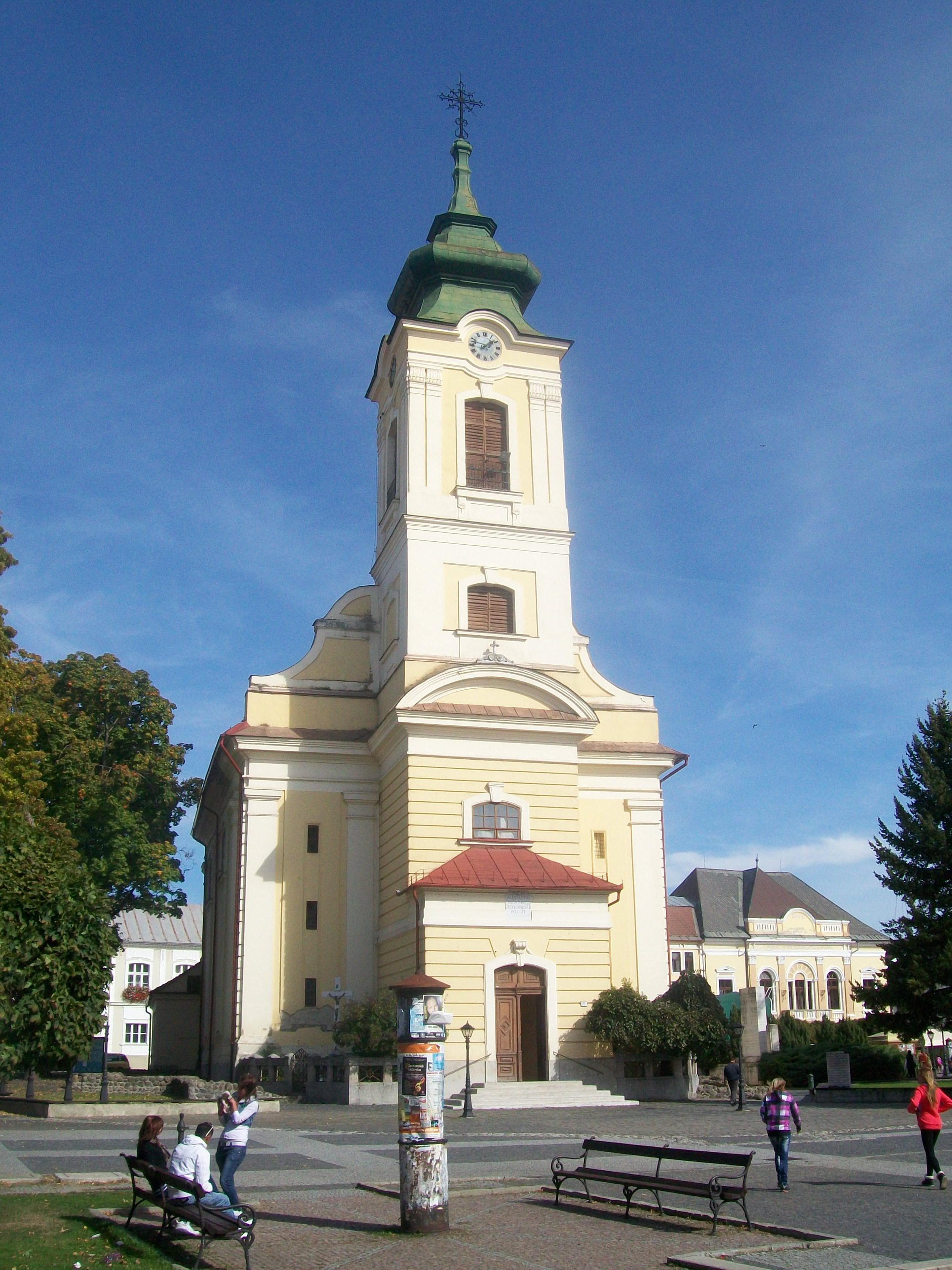
Katholische Kirche St. Johannes der Täufer
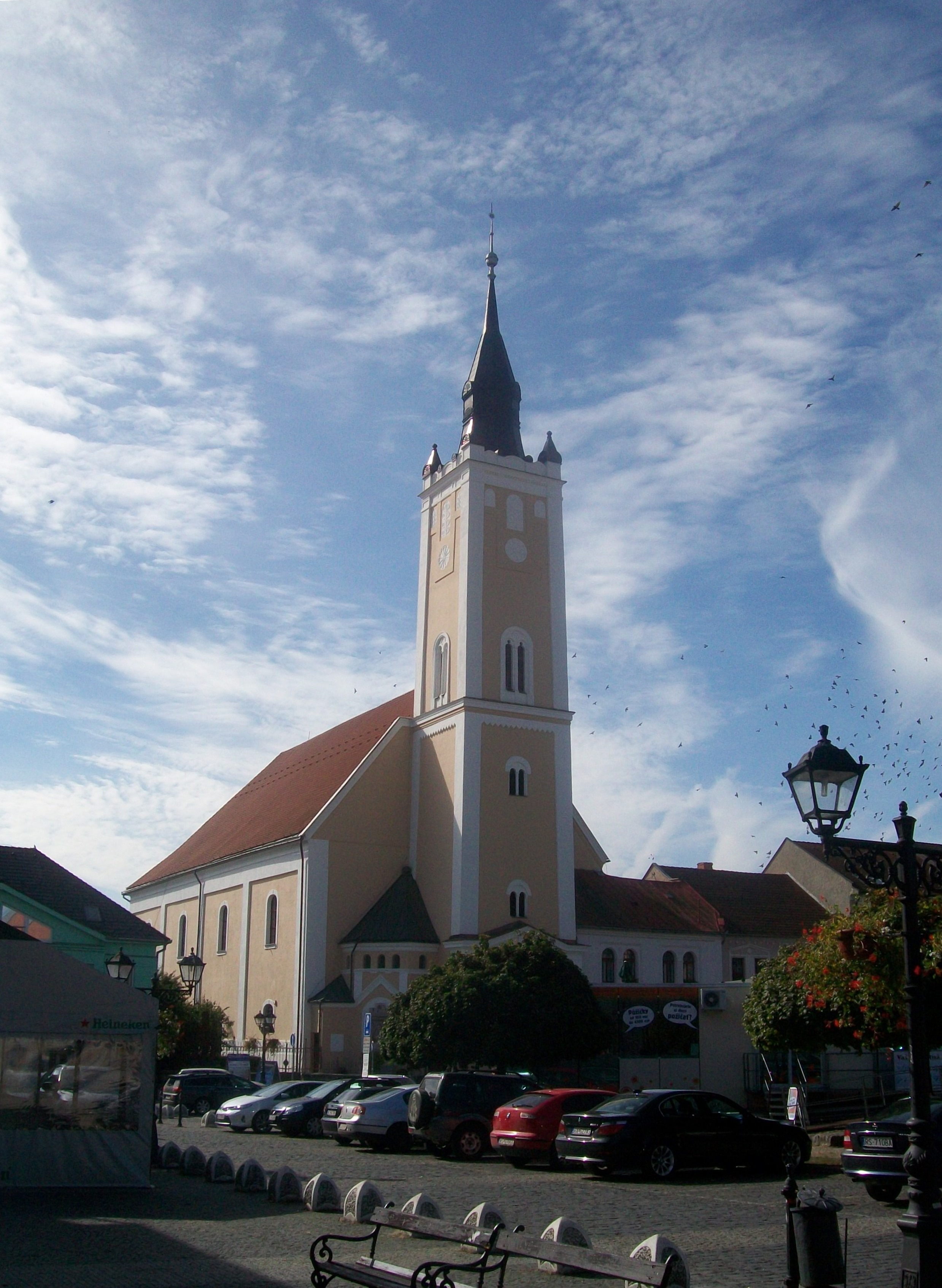
Reformierte Kirche
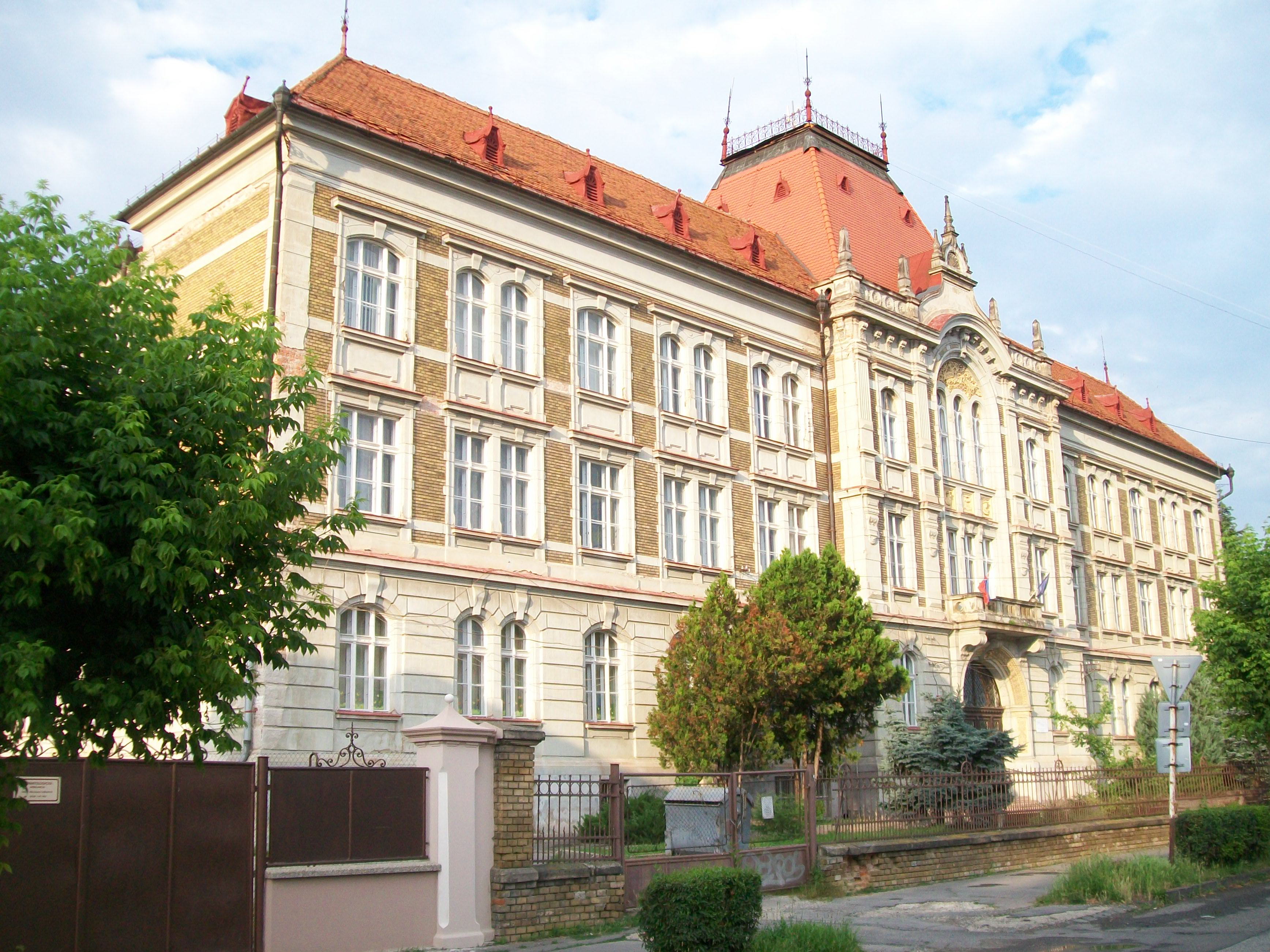
Ungarisches Gymnasium
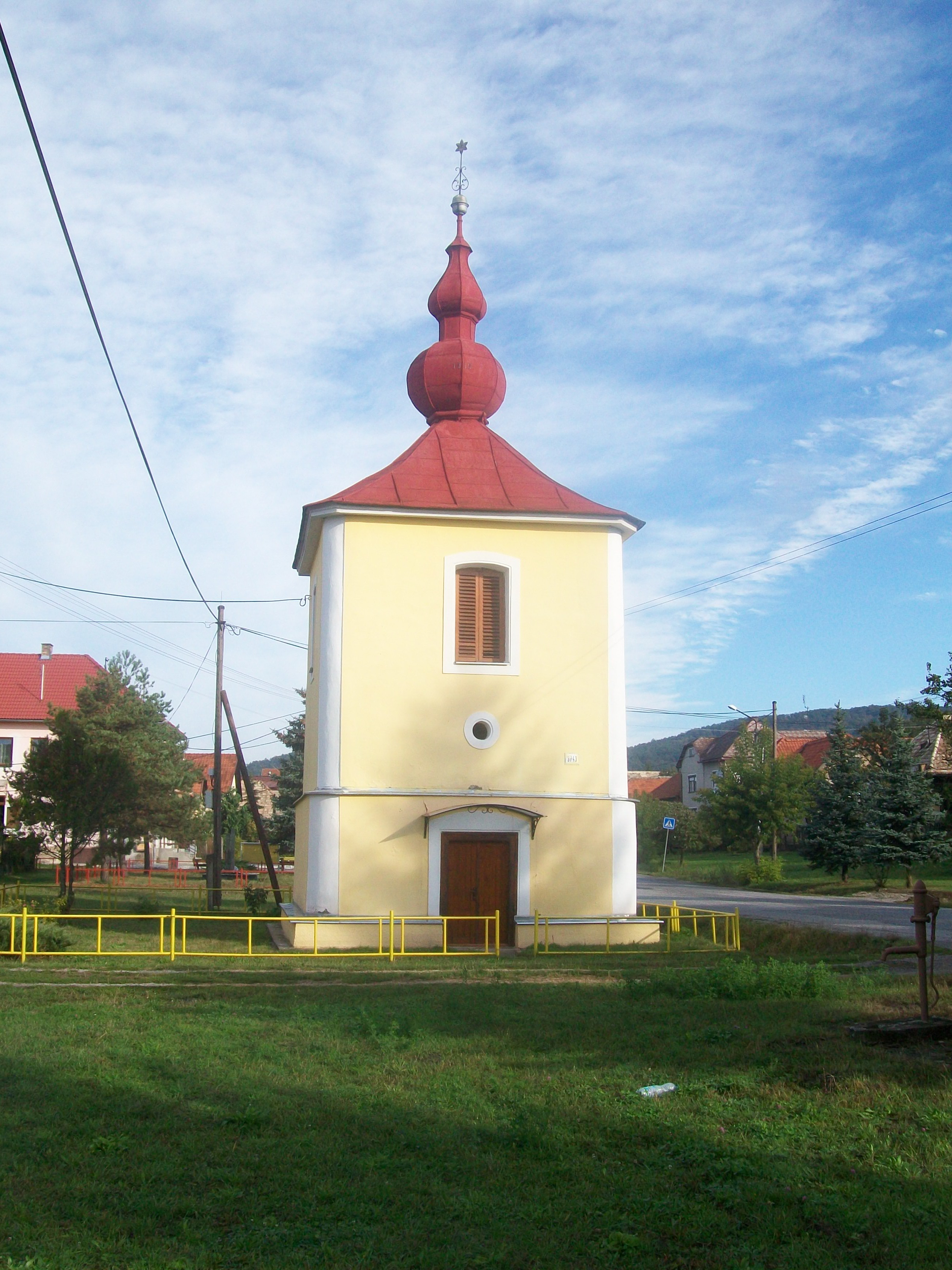
Glockenturm in Vyšná Pokoradz
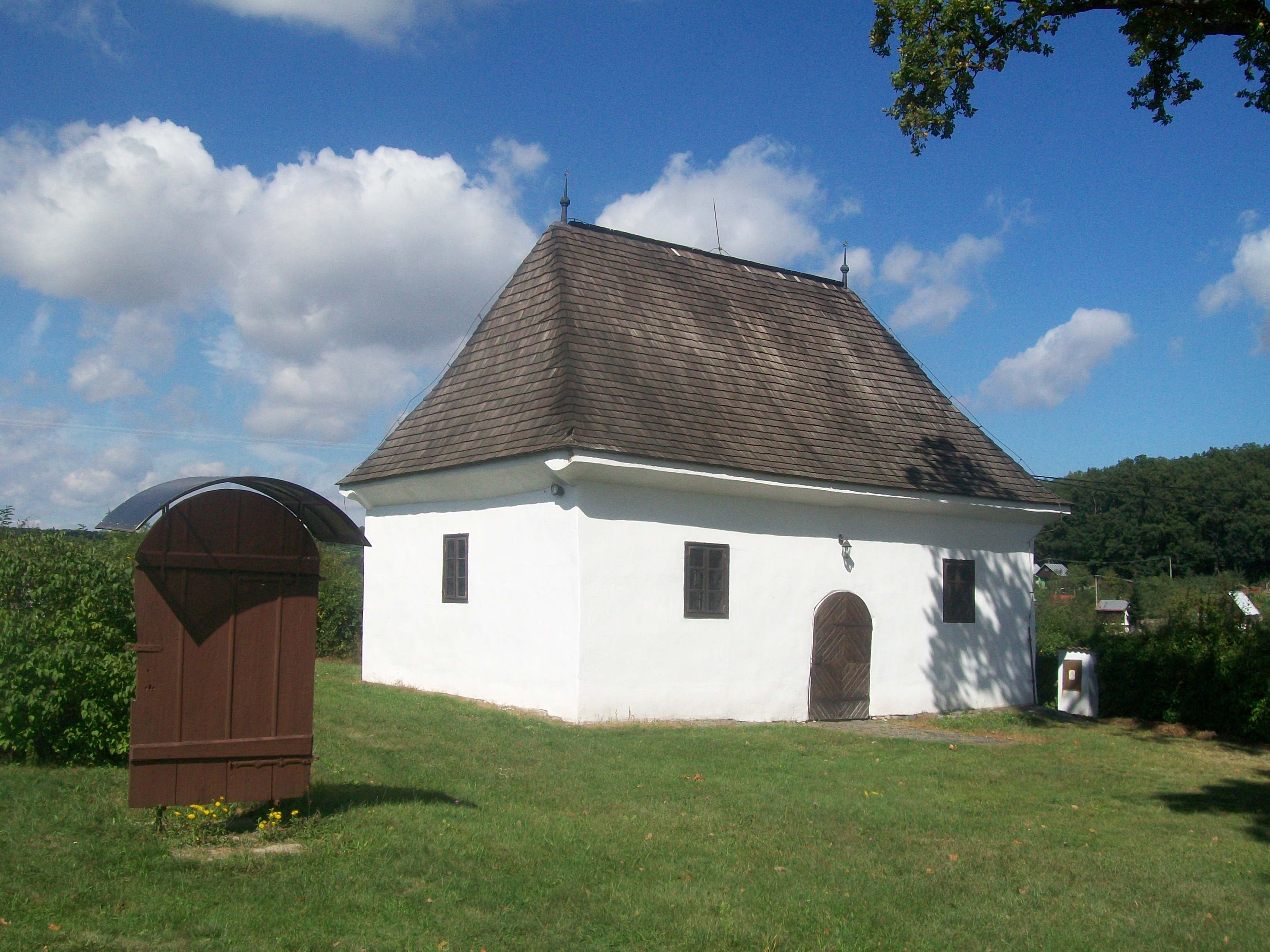
Kirche von Dúžava
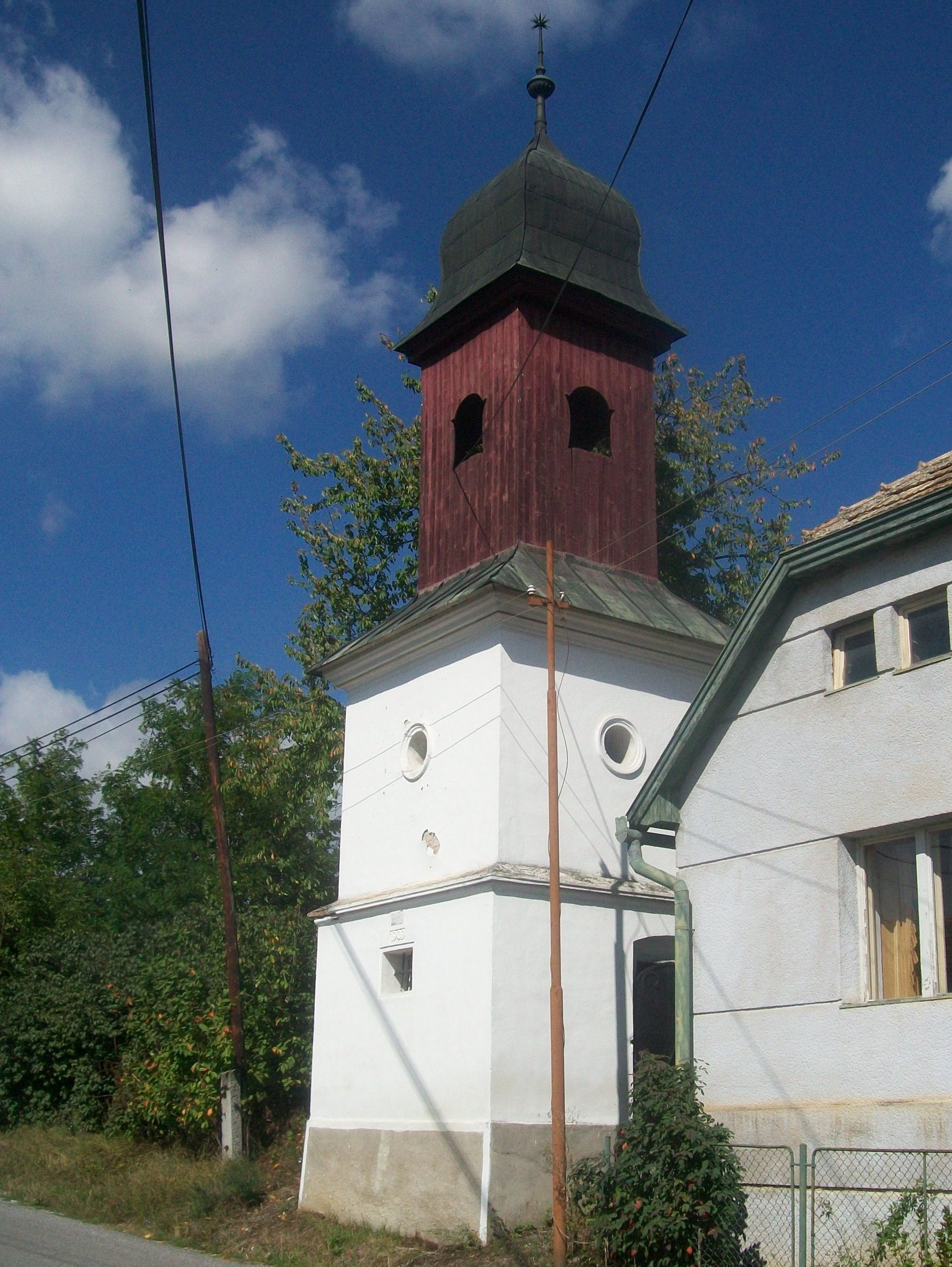
Glockenturm in Dúžava
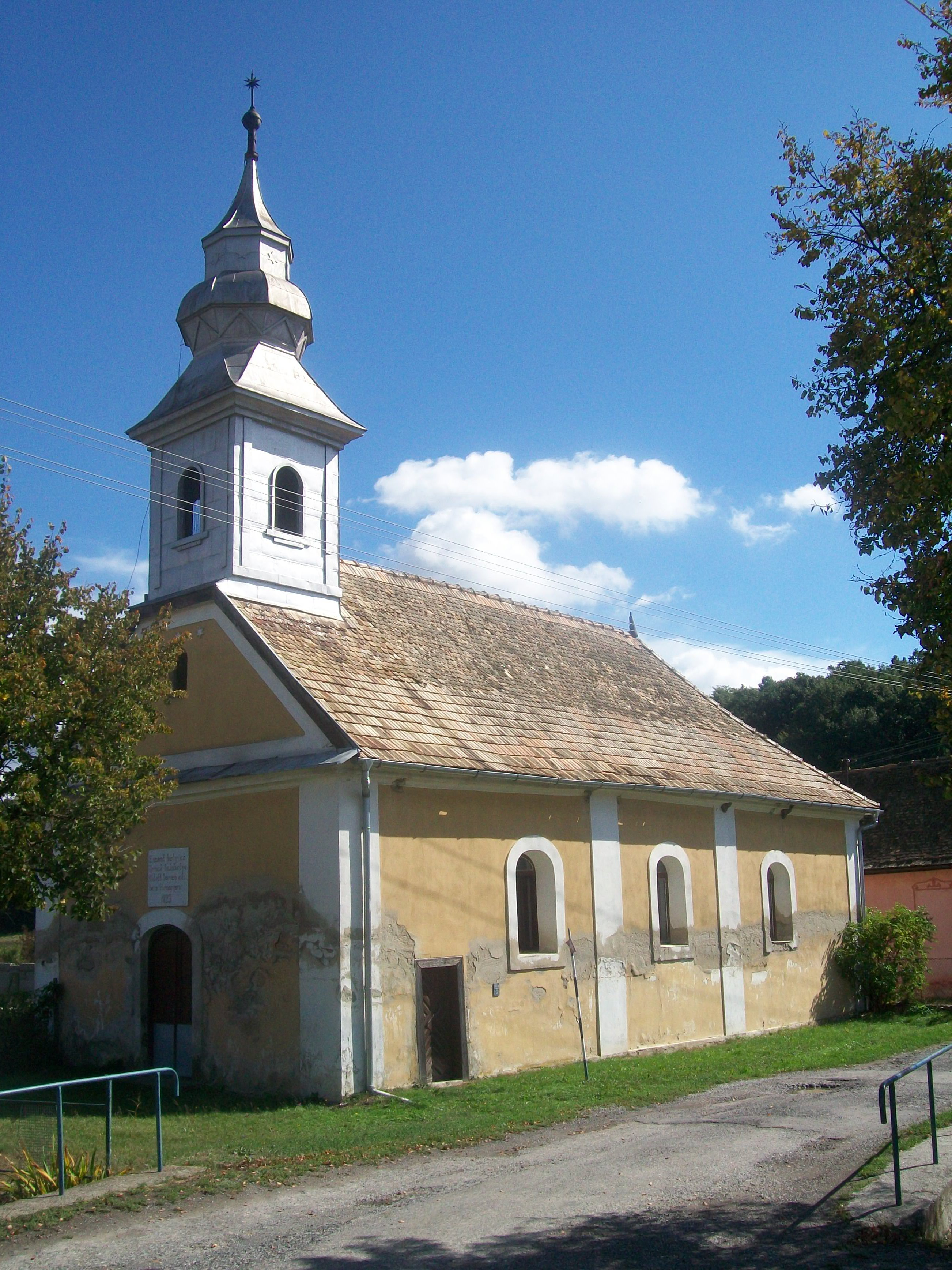
Kirche von Mojín

## Sonstiges
Der Ort hat seit 2004 Bekanntheit als Herkunftsort für „Demutsbettler“ im westlichen Ausland erlangt. Einige Bewohner, zumeist Roma, werden durch Wucherer und Erpresser über Jahre hinweg dazu gezwungen, in Bayern und Österreich zu betteln. Dabei treten sie rechtlich als Touristen auf und müssen sämtliche Einnahmen an die Mafia abführen. Die Bettler müssen trotz dreistelliger Beträge, die sie pro Tag einnehmen, unterhalb des Existenzminimums leben.

## Einzelbelege
1. ↑  Hustota obyvateľstva - obce [om7014rr_obc=AREAS_SK, v_om7014rr_ukaz=Rozloha (Štvorcový meter)]. Statistical Office of the Slovak Republic, 31. März 2025, abgerufen am 31. März 2025 (slowakisch).
2. ↑  Počet obyvateľov podľa pohlavia - obce (ročne) [om7101rr_obce=AREAS_SK]. Statistical Office of the Slovak Republic, 31. März 2025, abgerufen am 31. März 2025 (slowakisch).
3. 1 2  Počet obyvateľov podľa pohlavia - obce (ročne) [om7101rr_obce=AREAS_SK]. Statistical Office of the Slovak Republic, 31. März 2025, abgerufen am 31. März 2025 (slowakisch).
4. ↑  Bruno Schrep: Jeden Tag Prügel. In: Der Spiegel. 45/2005 (online auf: www.spiegel.de, Aufgerufen am 28. Dezember 2013)
5. ↑  Ralph Hub: So funktioniert die Masche der Bettel-Mafia. 10. Juli 2011. (online auf: www.abendzeitung-muenchen.de, Aufgerufen am 28. Dezember 2013)